# Walburga Wiesheu
Walburga María Wiesheu Forster es una investigadora y profesora de la Escuela Nacional de Antropología e Historia de México. Sus líneas de investigación son la arqueología de las sociedades complejas, la arqueología de China y la antropología de la religión. Es una investigadora pionera en la arqueología de México.
Obtuvo el grado de maestra en estudios de Asia y África por El Colegio de México en 1992, y el doctorado en antropología por la Universidad Nacional Autónoma de México en 2000. Desde 1999 es investigadora titular C en el Instituto Nacional de Antropología e Historia y forma parte del Sistema Nacional de Investigadores donde tiene el nivel 2.

## Obras
- 1996 - Cacicazgo y estado arcaico: la evolución de organizaciones sociopolíticas complejas. (México, INAH)
- 2002 - Religión y política en la transformación urbana: análisis de un proceso sociodemográfico. (México, INAH)

### En colaboración
- 2005 - Arqueología y antropología de las religiones, con Patricia Fournier. (México, INAH)

### Publicaciones
- “De ciudades y fortificaciones: la función de las murallas en los asentamientos urbanos tempranos”, en Dimensión Antropológica, vol. 26, septiembre-diciembre, 2002, pp. 7-25.
- “Desastres naturales y dinámicas poblacionales en la transformación del paisaje sociopolítico a finales del periodo neolítico en China”, en Dimensión Antropológica, vol. 58, mayo-agosto, 2013, pp. 7-32.